# Catriona maua
Catriona maua é uma espécie de molusco pertencente à família Tergipedidae.
A autoridade científica da espécie é Ev. Marcus & Er. Marcus, tendo sido descrita no ano de 1960.
Trata-se de uma espécie presente no território português, incluindo a zona económica exclusiva.